# چنگیز مصطفایف
چنگیز مصطفایف (به انگلیسی: Chingiz Mustafayev) (زاده ۱۱ مارس ۱۹۹۱) خواننده آذربایجانی است.
او نماینده آذربایجان در مسابقه آواز یوروویژن ۲۰۱۹ بود.